# 李知孝
李知孝（?—?），字孝章，紹興府上虞（今浙江上虞东南）人。
李光之孫。嘉定四年進士，擔任丞相府主管文字。後依附史彌遠，與梁成大和莫泽三人合称三凶。與詩人曾極有私怨，誣稱其作品《江湖集》中有“九十日春晴日少，一千年事乱时多”句，曲解为“诽谤”朝廷，曾極被殺。